# Adolfo Carabelli
Adolfo Carabelli (San Fernando, provincia de Buenos Aires, 8 de septiembre de 1893 – ibídem, 25 de enero de 1947) fue un pianista, compositor y director de orquesta argentino dedicado al género del tango.

## Actividad profesional
Carabelli desde muy pequeño estudió piano, composición, armonía y contrapunto con los mejores profesores de la época, siempre con referencia a la música clásica. Hacia los quince años, cuando ya había dado varios conciertos en salas de Buenos Aires, por recomendación de sus maestros fue enviado a Europa perfeccionarse en el Liceo de Bologna, lo que le dio ocasión de aprender con grandes maestros italianos de entonces como Alberto D'Erasmo, Luiggi Torti y Ferruccio Busoni, creador de la ópera Doctor Fausto. A los 21 años se recibió en dicho Liceo de Maestro Compositor pero interrumpió su estadía en Europa debido a la Primera Guerra Mundial y regresó a la Argentina, donde continuó estudiando con Luis Gianneo y Alfredo Luis Schiuma, otros dos reconocidos docentes activos por ese entonces.
Ya en su país, Carabelli integró el Trío Argentino, que tocaba música clásica tanto en confiterías distinguidas donde las damas iban a tomar el té como en salones y lugares de diversión nocturnos. En 1917  conoció a Lipoff, un pianista con amplios conocimientos de jazz que había llegado a Buenos Aires para desempeñarse como acompañamiento de la bailarina Anna Pavlova y, atraído por este género musical, se volcó hacia el mismo. Carabelli formó entonces un rubro instrumental con Lipoff primero y con el pianista Friederickson después y, más adelante, organizó bajo su dirección una orquesta con músicos de buena formación bautizada River Jazz Band Ben con la cual trabajó en una radio porteña recién inaugurada y grabó discos para la marca Electra hasta aproximadamente 1925.
A mediados de la década de 1920 la discográfica RCA Victor salió a competir con el sello Nacional-Odeon y decidieron formar una orquesta propia denominada Orquesta Típica Victor, para lo cual contrataron a Carabelli como su asesor y director. Carabelli sabía elegir entre los más capacitados ejecutantes de aquel momento y el plantel de RCA Victor se jerarquizó con músicos notables y repertorio atractivo, al mismo tiempo que las grabaciones ortofónicas consiguieron una calidad de audición muy superior a la de unos meses antes.
En la primera integración estuvieron los bandoneonistas Luis Petrucelli, Nicolás Primiani y Ciriaco Ortiz, los violinistas Manlio Francia, Agesilao Ferrazzano y Eugenio Romano, el pianista Vicente Gorrese y el contrabajista Humberto Costanzo y debutaron el 9 de noviembre de 1925 grabando los tangos Olvido, de Ángel D'Agostino y Sarandí de Juan Baüer. La orquesta estaba fundamentalmente volcada al género del tango, pero también grabó más de cuarenta rancheras, otros tantos valses, aproximadamente quince foxtrots y algunas pocas milongas, además de  corridos, pasodobles y polcas. La calidad de sus músicos hizo de la Orquesta Típica Victor "una de las manifestaciones musicales más ricas de su tiempo, que perdurará en el mismo nivel hasta bien entrados los años treinta.".
Por razones comerciales, la discográfica fue creando otras orquestas: Orquesta Victor Popular, Orquesta Típica Los Provincianos, que dirigió Ciriaco Ortiz, Orquesta Radio Victor Argentina, dirigida por Mario Maurano,  Orquesta Argentina Victor, Orquesta Victor Internacional, Cuarteto Victor, integrado por los violinistas Cayetano Puglisi y Antonio Rossi y los bandoneonistas Ciriaco Ortiz y Francisco Pracánico y el excelente Trío Victor, conformado por el violinista Elvino Vardaro y los guitarristas Oscar Alemán y Gastón Bueno Lobo.
En algunos discos se nombraba a Adolfo Carabelli y su Orquesta, otros a Adolfo Carabelli y su Orquesta Típica y otros como Adolfo Carabelli y su Jazz Band; este rótulo se usaba según se modificara la formación instrumental para incluir a batería, pistón, fagot, serrucho, etcétera, según conviniera por uno u otro ritmo grabado.
En la orquesta de Carabelli la música típica tenía menos cabida que el jazz y otros ritmos hasta que a comienzos de la década de 1930 comenzaron a aparecer más grabaciones de tangos hasta quedar como un conjunto cabalmente identificado con ellos, con ejecutantes como los bandoneonistas Carlos Marcucci, Ciriaco Ortiz, Luis Petrucelli y Federico Scorticati; los violinistas Manlio Francia, Antonio Rossi y Elvino Vardaro; el contrabajista Orlando Carabelli; y Adolfo Carabelli en piano, dirección y arreglos.
Entre otros músicos que pasaron por la orquesta se puede citar a Humberto Costanzo, Vicente Gorrese, Héctor Presas y Renato Zaffignani- Algunos vocalistas fueron Charlo, Luis Díaz y Alberto Gómez (con el seudónimo Nico), a veces como el dúo Gómez-Vila, Carlos Lafuente y Mercedes Simone.
Entre los registros de tangos a recordar se encuentran las auténticas creaciones que hizo la orquesta de Mi refugio (1931), Cantando (1931, con las voces de Simone y Alberto Gómez a dúo; Felicia (1932), Por dónde andará (1932), Inspiración (1932) y Mar adentro (1933). También hubo tangos que habitualmente se ejecutaban en versión solo instrumental que fueron grabadas con estribillo, como Rodríguez Peña (1932) y El trece (1932). En otros ritmos se destacan el foxtrot ¿Cuál es su hobby? (1931), la rumba Negra consentida (1932), el pasodoble Soldadito del amor (1934), el shimmy La chica del autobús sobre letra de Luis Roldán y la canción que era éxito por Carlo Buti, aquí a la usanza local: Vivir (1935).
Tanto la Orquesta Típica Victor como la propia dirigida por Adolfo Carabelli eran invisibles en el sentido de que no realizaban presentaciones públicas sino solamente grabaciones. Carabelli también dirigía otra orquesta, aunque más dedicada al jazz, con la cual obtuvo renombre durante la década de 1930 difundiendo sus ejecuciones a través de varias emisoras, como LR4 Radio Splendid y LR6 Radio Mitre. 
En 1936 el bandoneonista Federico Scorticati reemplazó a Carabelli en la dirección de la orquesta Victor.  
En el cine nacional participó en la musicalización de las películas De la sierra al valle (1938) dirigida por Ber Ciani, Ambición (1939); dirigida por Adelqui Millar y El ángel de trapo y Pájaros sin nido, ambas dirigidas por José Agustín Ferreyra en 1940.
A partir de 1935 espació sus grabaciones y en 1940 hizo para Victor su último registro con el foxtrot Pero hay una melena y el «pasodoble torero» Manolito Bienvenida. Al parecer, un drama sentimental lo afectaba profundamente, Victor rescindió su vínculo, Carabelli se dedicó exclusivamente a la enseñanza en su domicilio de San Fernando y falleció alejado por completo del ambiente artístico, el 25 de enero de 1947.